# Aerocivil
A Aerocivil (Unidade Administrativa Especial de Aeronáutica Civil) é um órgão estatal encarregado de controlar e regular a aviação civil na Colômbia.

## Agência
A Aerocivil é uma agência semi-independente do Ministério de Transporte. Sua sede está localizada no Aeroporto El Dorado. A Aerocivil não somente atua na aviação civil, mas também na aviação geral como um todo, exceto a aviação militar, que é parte da Força Aérea Colombiana; também opera o Centro de Estudos de Ciências Aeronáuticas (CEA), que cria programas de formação e educação no âmbito da aeronáutica.

## História
Durante a década de 1890, com o desenvolvimento da aviação civil e das linhas aéreas comerciais, surgiu a necessidade de sua regulação e supervisão. Em 1919, com a criação da SCADTA [es], a primeira companhia aérea colombiana, a necessidade de regulação levou o governo do presidente Marco Fidel Suárez a sancionar a Lei 126 em 31 de dezembro de 1919,.
Em 2 de novembro de 1933, durante o governo do presidente Enrique Olaya Herrera, foi aprovado o Decreto 1080, que atribuía os assuntos relacionados à aviação civil ao então Ministério de Agricultura e Comércio, atual Ministerio de Agricultura e Desenvolvimento Rural da Colômbia [es]. No ano seguinte, o Decreto 1682 de 1934, durante o governo do presidente Alfonso López Pumarejo, a atribuição passou para o Ministério de Defesa da Colômbia [es] (na época Ministério da Guerra da Colômbia), que já controlava todas as atividades aeronáuticas no país, tanto as militares de Força Aérea, quanto o Departamento de Aviação Civil.
Com a popularização do transporte aéreo, com a criação de novas rotas domésticas e internacionais, o governo viu a  necessidade de se criar uma agência mais organizada e independente, para supervisionar a aviação civil. Assim, foi aprovada pelo Congresso a Lei 80 de 1938, que criou a Direção Geral de Aeronáutica Civil, centralizando a gestão da aviação civil em um só órgão. A agência, no entanto, permaneceu como parte do Ministério da Guerra, mas com uma maior independência na sua gestão e finanças, passando a controlar as operações nos aeródromos, espaço aéreo, comunicações aeronáuticas e meteorologia.
Em 18 de outubro de 1951, o nome da agência foi alterado para Departamento Nacional de Aeronáutica Civil, por meio do Decreto nº 1956, subordinado à autoridade do Ministério de Obras Públicas, atual Ministério de Transporte (Colômbia) [es].
Em 18 de junho de 1960, foi criado o Departamento Administrativo de Aeronáutica Civil (DAAC). Em 1977, houve uma reorganização do DAAC. Em 1984, um convênio foi firmado com a Administração Federal de Aviação dos Estados Unidos (FAA), com objetivo de estabelecer os termos e condições em que a FAA auxiliaria o DAAC no desenvolvimento e modernização da infraestrutura de aviação civil na Colômbia, nas áreas gerencial, operativa e técnica.